# Kant Yearbook
Kantian Yearbook (dall'inglese: Annuario Kantiano) è una rivista accademica di filosofia in lingua inglese e tedesca, fondata nel 2009 e sottoposta a revisione paritaria. Essa è pubblicata dalla casa editrice tedesca De Gruyter con periodicità annuale.
Gli abstract e articoli della rivista sono indicizzati dai seguenti siti web:
- EBSCO databases
- Emerging Sources Citation Index[1]
- International Bibliography of Periodical Literature in the Humanities and Social Sciences
- International Philosophical Bibliography
- Philosopher's Index
- PhilPapers
- ProQuest databases
- Scopus[2]